# Abrahm Louw
Abrahm Louw es un deportista namibio que compitió en triatlón. Ganó una medalla de plata en los Juegos Panafricanos de 2011 en la prueba masculina individual.

## Palmarés internacional
| Juegos Panafricanos | Juegos Panafricanos | Juegos Panafricanos | Juegos Panafricanos |
| Año                 | Lugar               | Medalla             | Prueba              |
| ------------------- | ------------------- | ------------------- | ------------------- |
| 2011                | Maputo (Mozambique) | Medalla de plata    | Individual          |